# Cobaltite
La cobaltite est une espèce minérale composé de sulfo-arséniure de cobalt, de formule (CoAsS). On la trouve en cristaux isométriques semblables à ceux de la pyrite avec un atome de soufre remplacé par un atome d'arsenic. Elle forme une série avec la gersdorffite.

## Inventeur et étymologie
Martin Heinrich Klaproth en 1797 en avait établi la composition chimique, mais elle n'est décrite qu'en 1832 par François Sulpice Beudant, le nom dérive de sa composition chimique.

## Topotype
Tunaberg, Nyköping, Södermanland, Suède.

## Cristallochimie
La cobaltite sert de chef de file à un groupe d'espèces minérales. 

### Groupe de la cobaltite
Il comprend des minéraux isostructuraux ou pseudoisostructuraux avec des relations chimiques la formule générique est ABX. 
- A peut être un ion cobalt, nickel, iridium, fer, palladium, rhodium ou/et ruthénium.
- B un semi-métal tel que l'antimoine, l’arsenic, le bismuth et/ou le tellure.
- X étant le soufre, l’antimoine, le sélénium et ou le tellure.

Les membres de ce groupe :
- Changchengite (de) (Sulfure d'iridium et bismuth)
- Cobaltite (Sulfo-arséniure de cobalt)
- Gersdorffite (Sulfo-arséniure de nickel)
- Hollingworthite (it) (Sulfo-arséniure de rhodium, platine et palladium)
- Irarsite (Sulfure d'iridium, ruthénium, rhodium et platine)
- Jolliffeite (en) (Séléniure de nickel, cobalt et arsenic)
- Maslovite (it) (Tellurure de platine et bismuth)
- Michenerite (it) (Tellurure de palladium, platine et bismuth)
- Padmaïte (it) (Séléniure de palladium et bismuth)
- Platarsite (it) (Sulfo-arséniure de platine, rhodium et ruthénium)
- Testibiopalladite (it) (Tellurure de palladium et antimoine)
- Tolovkite (it) (Sulfo-antimoniure d'iridium)

## Cristallographie
- Paramètres de la maille conventionnelle : a = 5.57, b = 5.582, c = 5.582, Z = 4 ; V = 173.55
- Densité calculée = 6,35

## Gîtologie
Dans les filons hydrothermaux de hautes températures, et au contact des roches métamorphiques.

## Gisements remarquables

### En France
- Chessy-les-Mines, Rhône-Alpes[4]
- Marsanges, Langeac, Haute-Loire[5]
- Heidenbach, Munster, Vallée de la Fecht (Vallée de Munster), Haut-Rhin[6]

### Dans le monde
- Håkansboda, Lindesberg, Västmanland, Suède[7]
- Coleroy Mine (Collins Mine), Nichol Township, Miller Lake area, Cobalt-Gowganda region, Timiskaming District, Ontario, Canada
- Colorado/ Idaho/ Californie, États-Unis
- Sonora, Mexique
- Grande-Bretagne
- Norvège
- Allemagne
- Russie
- Maroc
- Inde
- Australie

## Utilisation
La cobaltine apparaît en association avec le nickel et autres minéraux de cobalt, et elle est exploitée comme minerai de cobalt en Suède, Norvège, Birmanie, Australie, Canada, Inde et Azerbaïdjan.

## Synonymie
Il existe de nombreux synonymes
- cobaltine,
- cobalt-gris terme commun avec la smaltite
- dzhulukite
- glanzkobaltkies.

## Galerie

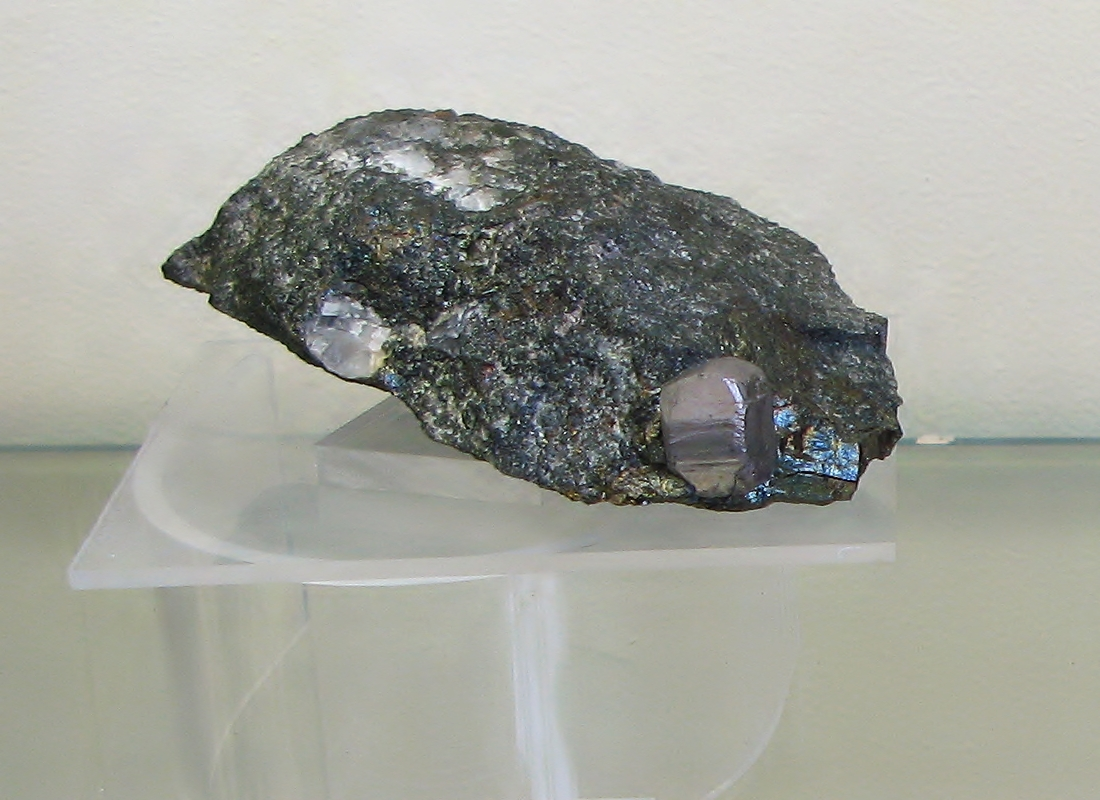
Cobaltite - Tunaberg, Suède - Musée minéralogique de Bonn - Allemagne